# Парламентские выборы в Южной Африке (1953)
Парламентские выборы в Южной Африке проходили 15 апреля 1953 года для избрания 159 депутатов Палаты собраний. Это был 11-й парламент Южно-Африканского Союза. Выборы укрепили позиции Национальной партии Даниэля Малана, которая получила абсолютное большинство мест парламента. Объединённая партия под руководством Штраусса потеряла места.

## Предвыборная обстановка
Белые избиратели на территории Юго-Западной Африки (нынешняя Намибия) получили 6 мест в Палате собраний. Впервые эти места были заполнены в ходе довыборов 31 августа 1950 года. Национальная партия получила все дополнительные места.

## Результаты
Количество зарегистрированных избирателей было 1 385 591. Было подано 1 218 631 голосов (из них 8 709 недействительных).
| Партия | Партия               | Места | %     | Голоса    | %     | Лидер         |
|        | Национальная партия  | 94    | 60,26 | 598 718   | 49,48 | Даниэль Малан |
|        | Объединённая партия  | 57    | 36,54 | 576 474   | 47,65 | Коос Штраусс  |
|        | Лейбористская партия | 5     | 3,21  | 34 730    | 2,87  | Джон Кристи   |
|        | Всего                | 159   | 100   | 1 218 631 | 100   |               |